# Lucky Grandma
Lucky Grandma ist eine Kriminalkomödie von Sasie Sealy, die am 28. April 2019 beim Tribeca Film Festival ihre Premiere feierte.

## Handlung
Im Herzen von Chinatown in New York lebt eine 80-jährige Großmutter. Als ihr eine Wahrsagerin den verheißungsvollsten Tag ihres Lebens vorhersagt, entscheidet sie sich, ins Casino zu gehen und All-In zu setzen. Statt zu gewinnen, zieht sie plötzlich die Aufmerksamkeit einiger Gangster auf sich. Als sie daraufhin die Dienste eines Bodyguards einer rivalisierenden Gang in Anspruch nimmt, gerät sie bald mitten in einen Bandenkrieg in Chinatown.

## Produktion
Regie führte Sasie Sealy. Das Drehbuch schrieb Angela Cheng. Produziert wurde der Film von Krista Parris und Cara Marcous.
Die Filmmusik komponierte Andrew Orkin. Das Soundtrack-Album mit insgesamt elf Musikstücken wurde im Mai 2020 veröffentlicht.
Von Ende April bis Anfang Mai 2019 wurde der Film beim Tribeca Film Festival in der Sektion Spotlight Narrative gezeigt. Cara Cusumano beschreibt Lucky Grandma auf der Website des Festivals als eine Liebeserklärung an Chinatown und eine Hommage an all die alten Wahnsinnigen, die hier leben. Anfang Oktober 2019 wurde er beim London Film Festival vorgestellt. Im Januar 2020 erfolgte eine Vorstellung beim Palm Springs International Film Festival. Im September 2020 soll der Film beim Atlanta Film Festival gezeigt werden.

## Rezeption

### Kritiken
Bislang gefiel der Film 96 Prozent der bei Rotten Tomatoes aufgeführten Kritiker. Die durchschnittliche Bewertung liegt bei 7,3 von 10 möglichen Punkten.

### Auszeichnungen
Philadelphia Film Festival 2019
- Nominierung für den Archie Award (Sasie Sealy)
- Nominierung für den Student Choice Award (Sasie Sealy)[9]

Darüber hinaus gelangte der Film in die Vorauswahl für die Golden Globe Awards 2021 (Bester fremdsprachiger Film).